# BUGA

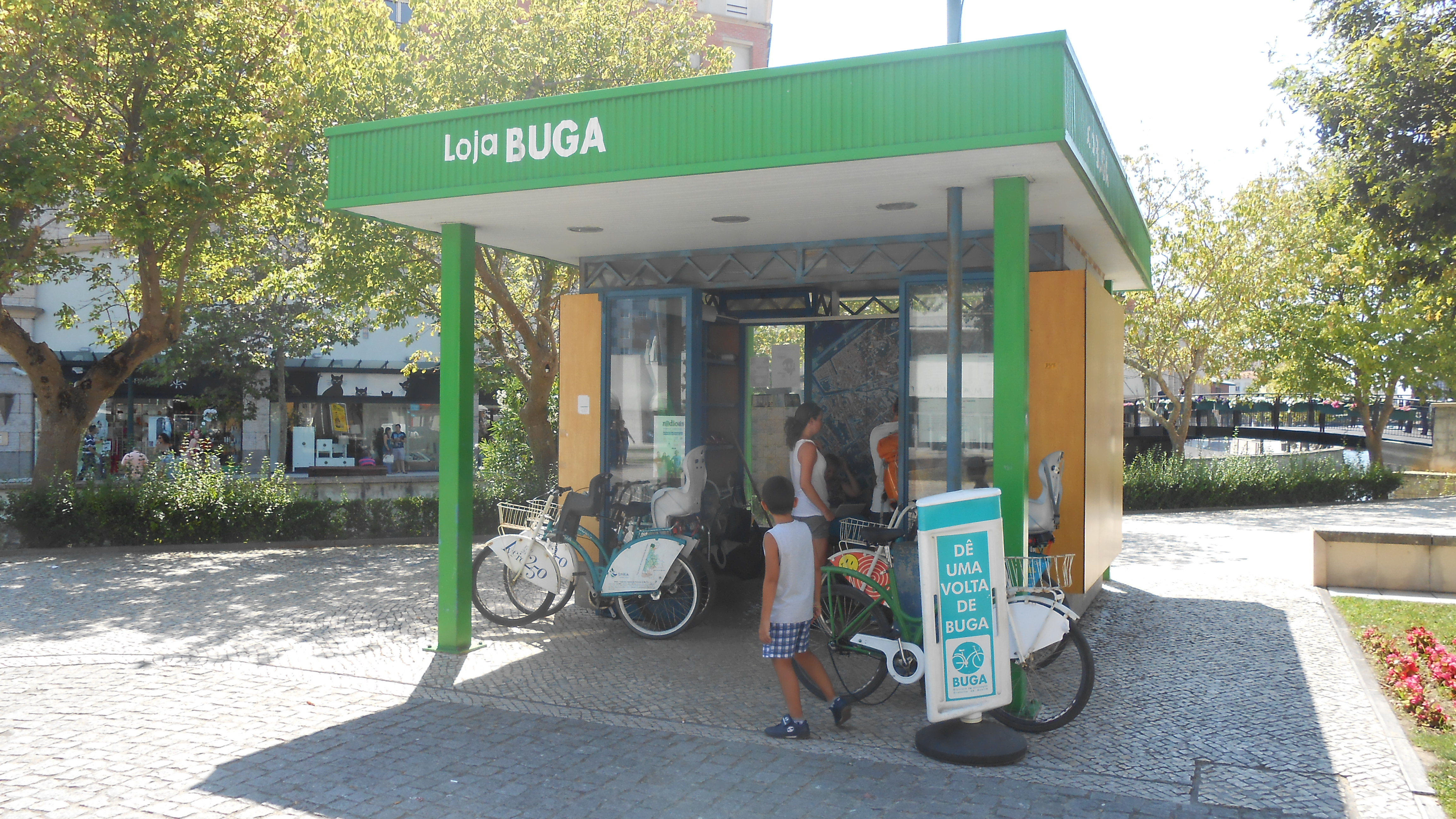
Uma das lojas BUGA, situada em frente ao Mercado Manuel Firmino.

BUGA é um meio de transporte em Aveiro, Portugal. É a abreviatura de Bicicleta de Utilização Gratuita de Aveiro.
Apesar de o nome fazer alusão à gratuitidade so serviço (o primeiro do género, em Portugal), o mesmo passou em 2023 a ser pago.